# リズ・ライト

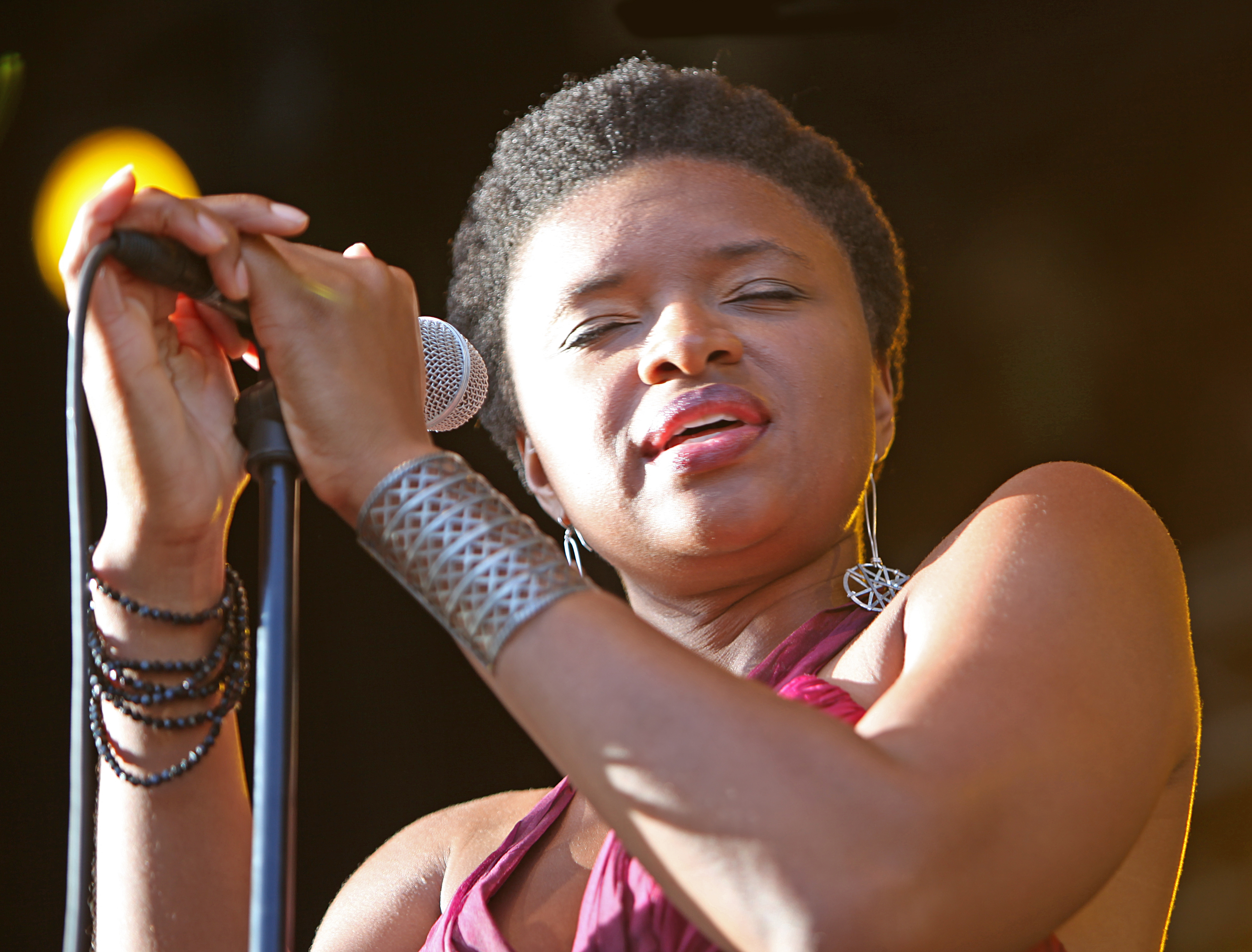
ストックホルム・ジャズ・フェスティバルでのリズ・ライト（2009年）

リズ・ライト（Lizz Wright、本名：エリザベス・ラチャーラ・ライト、1980年1月22日 - ）は、アメリカのジャズおよびゴスペル・シンガー。

## 生い立ちと教育
ライトは、ジョージア州バルドスタ北西部の小さな町ヘイハイラで、牧師であり教会の音楽監督でもあった父親のもと3人の子どものひとりとして生まれた。幼少期から教会でゴスペルを歌い、ピアノを弾き始め、ジャズとブルースに興味を持つようになった。ジョージア州ワーナーロビンズのヒューストン郡立高校に入学し、合唱団に所属して全米合唱賞を受賞。その後、アトランタのジョージア州立大学で声楽を学び、その後、ニューヨークとバンクーバーのニュースクール大学で学んだ。

## 経歴
ライトは2000年、アトランタを拠点とするボーカル・カルテット、イン・ザ・スピリットに加入し、2002年にはヴァーヴ・レコードとレコーディング契約を結んだ。彼女の楽曲とボーカル・スタイルは、ノラ・ジョーンズと比較されるほどである。
2003年春にリリースされたファースト・アルバム『ソルト』は、2004年にビルボードのトップ・コンテンポラリー・ジャズ・チャートで2位を獲得。次作は、フォーク・ミュージックを取り入れたジャズとポップスの融合となった。2005年6月にリリースされたそのアルバム『ドリーミング・ワイド・アウェイク』は、2005年と2006年にトップ・コンテンポラリー・ジャズ・チャートで1位を獲得した。2008年には『オーチャード～禁断の果実』をリリースし、好評を博した。2010年には4枚目のアルバム『フェローシップ』をリリースした。この『フェローシップ』に収録されている曲のほとんどはゴスペルのスタンダードである。

## 私生活
ライトは芸術行政官のモニカ・ハスリップと結婚している。

## ディスコグラフィ

### アルバム

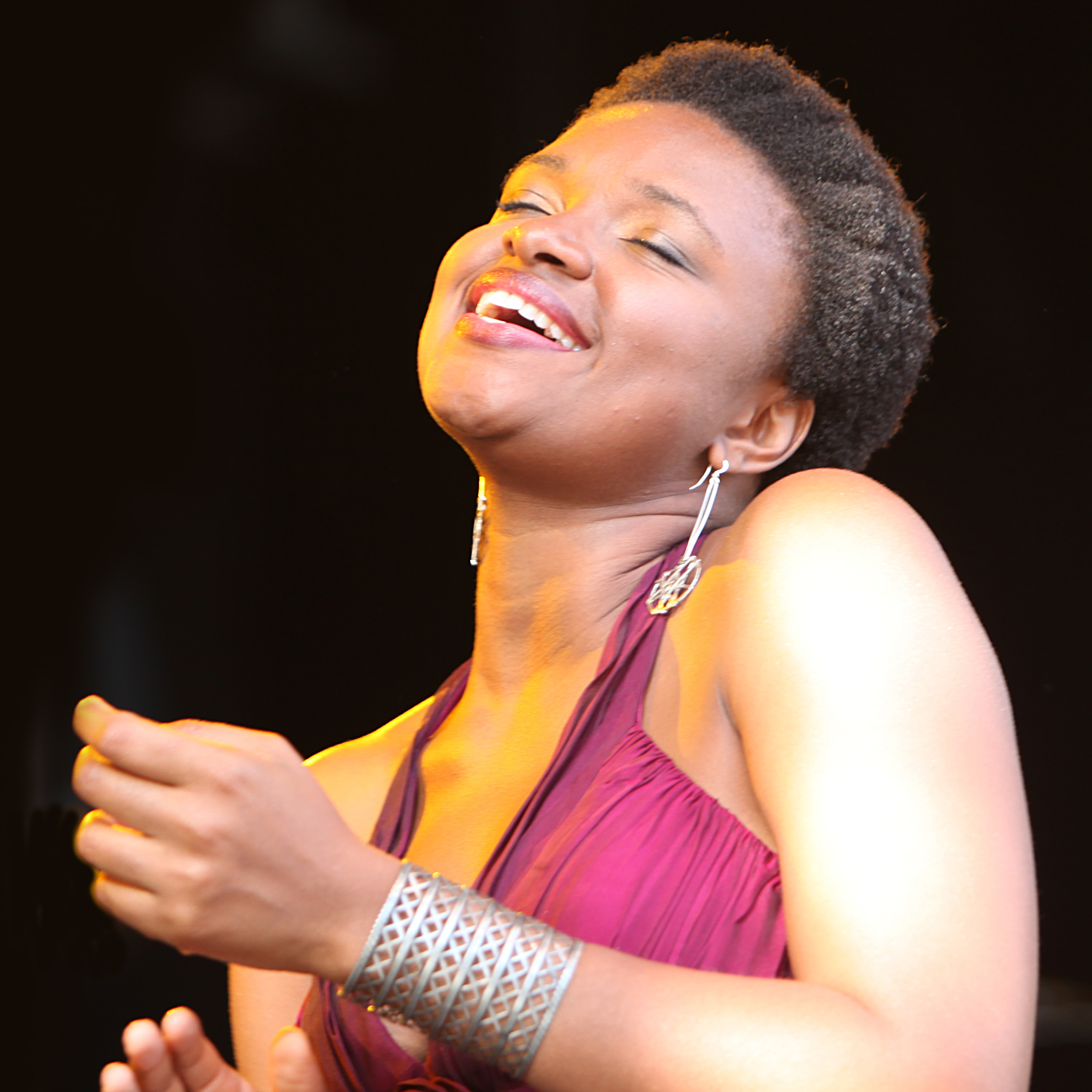
ストックホルム・ジャズ・フェスティバルでのリズ・ライト（2009年）

- 『ソルト』 - Salt (2003年、Verve)
- 『ドリーミング・ワイド・アウェイク』 - Dreaming Wide Awake (2005年、Verve Forecast)
- 『オーチャード～禁断の果実』 - The Orchard (2008年、Verve Forecast)
- 『フェローシップ』 - Fellowship (2010年、Verve Forecast)
- 『フリーダム&サレンダー』 - Freedom & Surrender (2015年、Concord)
- 『グレイス』 - Grace (2017年、Concord)
- Holding Space (2022年、Blues & Greens)
- Shadow (2024年、Lightyear)

### 参加アルバム
- ジョー・サンプル : 『ザ・ピーカン・トゥリー』 - The Pecan Tree (2002年) ※「No One but Myself to Blame」「Fool's Gold」
- ダニーロ・ペレス : ...Till Then (2003年) ※「...Till Then」「The Fiddle and the Drum」
- デイヴィッド・サンボーン : 『クローサー』 - Closer (2005年) ※「Don't Let Me Be Lonely Tonight」
- トゥーツ・シールマンス : One More for the Road (2006年)※「Come Rain or Come Shine」
- エイモス・リー : Supply and Demand (2006年) ※「Freedom」（バック・ボーカル）
- レジーナ・カーター&ラッセル・マローン : We All Love Ella: Celebrating the First Lady of Song (2007年) ※「Reaching for the Moon」
- ジェイコブ・ディラン : Endless Highway: The Music of The Band (2007年) ※「Whispering Pines」（デュエット。ジョー・ヘンリー・プロデュース）
- マッシモ・ビオルカティ : Persona (2008年) ※「Stillness: Winterhouse」
- 宮本貴奈&マーカス・プリンタップ : Promises Made: The Millennium Promise Jazz Project (2008年) ※「I Wish I Knew (How It Feels to Be Free)」（カーク・ウェイラム・プロデュース）
- Various Artists :  The Royal Blues: Celebrating the Queens of Blues and Jazz (2009年) ※「A Change Is Gonna Come」 on ノードストローム
- ミシェル・ンデゲオチェロ :  Pour une âme souveraine: A Dedication to Nina Simone (2012年) ※「Nobody's Fault but Mine」
- テリ・リン・キャリントン : 『マネー・ジャングル2013』 - Money Jungle: Provocative in Blue (2013年) ※「Backward Country Boy Blues」 by デューク・エリントン
- テリ・リン・キャリントン : The Mosaic Project: Love and Soul (2015年) ※「When I Found You」 by パトリース・ラッシェン
- ケンドリック・スコット・オラクル : We Are the Drum(2015年) ※「This Song in Me」 co-written by Wright with producer デリック・ホッジ
- タジ・マハール&ケブ・モ : Taj Mo (2017年) ※「Om Sweet Om」
- ホセ・ジェイムズ : No Beginning No End 2 (2020年) ※「Take Me Home」